# George Sudarshan
Ennackal Chandy George Sudarshan, dit George Sudarshan (ou E. C. G. Sudarshan) (né le 16 septembre 1931 et mort le 14 mai 2018 au Texas) est un physicien théoricien et professeur indien.
Il enseigne à l'université du Texas. On lui attribue plusieurs contributions significatives telles la cohérence, le modèle Sudarshan-Glauber (en), la théorie V-A, les tachyons, l'effet Zénon quantique, l'effet quantique ouvert (en), le théorème spin-statistique, etc.

## Biographie

### Jeunesse
George Sudarshan naît à Pallam (en) dans le district de Kottayam, au Kerala (Inde), dans une famille Nasrani. Élevé selon le culte chrétien, Sudarshan ne poursuivra pas dans cette voie et adhèrera au Védanta. « Je suis né dans une famille chrétienne orthodoxe. J'étais profondément immergé dans cela, ayant entièrement lu la Bible de la Genèse aux Révélations deux à trois fois dès l'âge de 7 ans. Le Christianisme ne me satisfaisait pas et je me suis de plus en plus intéressé aux idées traditionnelles indiennes. [...] Je dirais maintenant que je suis Védante, avec ces deux courants religieux et culturels présents en moi,. »
Il étudie au Collège CMS de Kottayam (en) et au collège chrétien de Madras, dont il est diplômé avec mention en 1951. L'année suivante, il obtient une maîtrise de l'université de Madras. Il travaille un temps pour le Tata Institute of Fundamental Research (TIFR), où il est en contact avec, notamment, Homi Bhabha. 
Il déménage à New York et travaille comme étudiant gradué pour Robert Marshak à l'université de Rochester. Il y obtient son doctorat en 1958. Il fait par la suite un postdoctorat à l'université Harvard, où il travaille avec Julian Schwinger.

### Carrière
À partir de 1969, George Sudarshan est professeur de physique à l'université du Texas à Austin. Au cours des années 1980, il est, pendant 5 ans, directeur de l'Institute of Mathematical Sciences (IMSc) situé à Chennai, en Inde.

## Publications
- (en) Doubt and Certainty avec Tony Rothman
- (en) Classical Dynamics avec N. Mukunda
- (en) Fundamentals of Quantum Optics avec John R. Klauder (en)
- (en) Introduction to Elementary Particle Physics avec Robert Marshak
- (en) From Classical to Quantum Mechanics: An Introduction to the Formalism, Foundations and Applications avec Giampiero Esposito et Giuseppe Marmo
- (en) Pauli and the Spin-Statistics Theorem avec Ian Duck et Wolfgang Pauli

## Prix et distinctions
- 2013 : Kerala Sastra Puraskaram pour son apport aux sciences.
- 2010 :  prix Dirac
- 2007 : Padma Vibhushan, deuxième plus haute récompense du gouvernement indien
- 2006 : prix Majorana du Electronic Journal of Theoretical Physics (en)
- 1985 : premier prix de physique de la TWAS (en)
- 1977 : médaille Bose
- 1976 : Padma Bhushan, troisième plus haute récompense du gouvernement indien
- 1970 : prix C V Raman

### Note
1. ↑  (en) « I was born in an Orthodox Christian family. I was very deeply immersed in it, and so by the age of seven I had read the entire Bible from Genesis to Revelation two or three times. I was not quite satisfied with Christianity, and gradually I got more and more involved with traditional Indian ideas. [...] I would now say I am a Vedantin, with these two religious and cultural streams mixed together. »